# Klaxons
Klaxons fue una banda inglesa de new rave. A pesar de ser etiquetados de "banda londinense", los tres miembros originales provienen de otras provincias en el Reino Unido como los son Stratford-Upon-Avon (James Righton y Simon Taylor Davis, quienes también fueron juntos a la escuela) y Bournemouth (Jamie Reynolds).
El álbum debut de la banda, Myths of the Near Future, fue lanzado el 29 de enero de 2007, siguiendo el lanzamiento del sencillo «Golden Skans» el 22 de enero del mismo año. El álbum fue producido por James Ford, de Simian Mobile Disco (quien también realizó la percusión del álbum a excepción de "Atlantis to Interzone" que fue hecha por Steffan Halperin).
Klaxons encabezó el Tour Indie Rave de NME que empezó en febrero de 2007. La banda acaba de terminar un tour de éxito taquillero por América para después continuar en el Reino Unido durante mayo de 2007 y por los momentos también están planeando como hacer para que Dr. Dre produzca su segundo álbum. Regresaron en el verano para realizar un número de festivales ingleses e irlandeses como Glastonbury, T in the Park, Oxegen, O2 Wireless Festival y los Festivales de Reading y Leeds.

## Miembros actuales
- Jamie Reynolds - vocalista, bajo (2005-2015)
- James Righton - vocalista, teclado (2005-2015)
- Simon Taylor-Davis - guitarra, coros (2005-2015)
- Steffan Halperin - batería, coros (2007-2015)

## Miembros anteriores
- Finnigan Kidd - batería (2005)

## Músicos que han participado durante las giras
- Anthony Rossomando
- Fred Anton

## Historia

### Formando la banda (2005 - 2006)
Simon Taylor-Davis asistió a una escuela en Stratford-upon-Avon. James Righton, quien estaba en un año inferior en la escuela, le enseñó a tocar la guitarra. Después, Taylor-Davis estudió Artes en la Nottingham Trent University y fue Jamie Reynolds, el novio de una de sus compañeras de habitación, el que le propuso formar una banda.
Jamie Reynolds creció en Bournemouth y Southampton y fue miembro de diferentes bandas en sus años de adolescente, quizás la más notable fue Thermal. Las bandas se disolvieron rápidamente y él dejó la escuela para trabajar en tiendas de discos durante los siguientes años, mientras estudiaba filosofía. Se mudó a Londres hasta que fue despedido, y gastó su dinero del despido en equipo de estudio para poder grabar con Simon y James bajo el nombre de "Klaxons (Not Centaurs)".
James Righton, al igual que Simon, creció en Stratford-Upon-Avon, trabajando cada verano en el crucero del río. Su interés en la música fue infundido por su padre que era músico. Después de estudiar Historia y Política en la Universidad de Cardiff, pasó un tiempo en Madrid enseñando Inglés, y volvió al Reino Unido por la petición de Simon de unirse a la banda ya que necesitaban a otro vocalista/instrumentalista. Junto a miembros de Pull Tiger Tail (con quienes habían compartido un piso en New Cross) James y Simon ya habían estado juntos en una banda llamada "Hollywood is a Verb" que estuvo activa por muy poco tiempo durante el verano de 2004.
La alineación fue luego reforzada con la adición del baterista Steffan Halperin (el antiguo baterista, Finnigan Kidd, se fue para enfocarse en otra banda llamada "Hatcham Social"), quien fue reclutado para apariciones en vivo después de aparecer en la pista "Atlantis to Interzone". Ya durante principios de 2007, Halpperin se ha convertido en miembro oficial de la banda, siendo nombrado en el MySpace de la banda y presentarse en varias entrevistas. Se mantiene prácticamente ausente de los videos musicales de la banda, apareciendo solo en el video de "Atlantis to Interzone" y brevemente en el relanzamiento del 2007 de "Gravity's Rainbow".

### Angular/Merok Records
Su sencillo debut, "Golden Skans", fue lanzado el abril de 2006 en Angular Records. Solo 500 copias fueron lanzadas en vinilos de 7" decoradas por la banda en sí. El segundo sencillo de la banda, "Atlantis to Interzone", fue el primero lanzado bajo la discográfica Merok y llevó a una cobertura de la revista NME y hasta fue puesta en la BBC Radio 1 por Jo Whiley, quien, en repetidas ocasiones, llamó a la canción " Atlantis to Interscope".
Lanzaron su primer EP, Xan Valleys, en el Reino Unido, el 16 de octubre de 2006, bajo el sello Modular.

### Polydor Records
En 2006, firmaron con Polydor Records. Su primer sencillo con la disquera, "Magick", fue lanzado el 30 de octubre de 2006 y llegó al 29# en el Top 40 británico.
En agosto de 2006, Klaxons participó en los festivales de Reading y Leeds.
El 24 de enero de 2007, se presentó en el Live Lounge de la BBC Radio de Londres, cantando su sencillo "Golden Skans" y un cover de la canción "My Love" de Justin Timberlake.
El primer sencillo de su álbum debut, "Golden Skans", fue lanzado el 22 de enero de 2007. Llegó al #16 en las Listas Inglesas de Descargas el 14 de enero (dos semanas antes de la salida del CD) y subió al #14 la semana siguiente, llegando eventualmente al #7 después de la salida del CD.
El álbum debut, titulado Myths of the Near Future. fue lanzado el 29 de enero de 2007 y fue producido por James Ford. Entró a las listas inglesas en el #2.

### Surfing The Void
Surfing the Void es el segundo álbum de estudio del grupo, publicado el 23 de agosto de 2010 a través de Polydor Records. El álbum fue producido por Ross Robinson y fue grabado en Los Ángeles (California) a lo largo de tres años.

### Love Frequency
La banda lanzó su tercer álbum de estudio en junio de 2014 bajo el título Love Frequency. Contó con la colaboración en la producción de James Murphy (integrante de LCD Soundsystem), The Chemical Brothers, y una vez más con la ayuda de James Ford de Simian Mobile Disco. Fue precedido por el sencillo «There Is No Other Time», el cual logró alcanzar el número 42 en la lista de sencillos del Reino Unido.

## Estilo
HMV describe a Klaxons como "rave-ácido sci-fi punk-funk", mientras que en su MySpace están catalogados como 'Psicodélico/Progresivo/Pop'.
Junto a Shitdisco, son una de las primeras bandas del movimiento "New Rave". Aunque el sonido accesible que poseen denota la influencia de la explosión art rock de los 2000's, también se notan algunas, menos comunes, influencias; notablemente la cultura rave de los años 1990, de la que se apropian y redefinen en un moda posmoderna. Esto es evidente en el cover de un hit del rave noventoso, "The Bouncer" de Kicks Like a Mule y otro de Grace, "Not Over Yet". También tienen un gusto por lo supernatural y lo realisticamente mágico, como se evidencia en sus canciones "Atlantis to Interzone" (una referencia a Williams Burroughs), "Magick", "As Above So Below" (Aleister Crowley), "4 Horsemen of 2012" y "Gravity's Rainbow" (una referencia a Thomas Pynchon)
Un miembro de la banda, Jamie, dijo que no tenían resentimientos hacia el término "new rave" otorgado a la banda - "(...) es fantástico que haya empezado como una broma y se haya convertido en una minoría de subcultura joven".

## Discografía

### Álbumes de estudio
- Myths of the Near Future (2007).
- Surfing the Void (2010).
- Love Frequency (2014).

### Recopilaciones
- Gravity's Rainbow. Con Angular Recording Corporation. Recopilaciones Future Love Songs, noviembre, 2006.
- 4 Horsemen of 2012. En Delete Yourself. Recopilaciones Digital Penetration, julio, 2006.
- A Bugged Out Mix by Klaxons (2007).

### EP
- Xan Valleys (2006)
- Landmarks of Lunacy (2010)

### Sencillos
| Año  | Título                   | Mejor posición en listas | Mejor posición en listas | Mejor posición en listas | Mejor posición en listas | Mejor posición en listas | Álbum                    |
| Año  | Título                   | R.U.                     | AUS                      | BEL Fla                  | BEL Val                  | IRL                      | Álbum                    |
| ---- | ------------------------ | ------------------------ | ------------------------ | ------------------------ | ------------------------ | ------------------------ | ------------------------ |
| 2006 | «Atlantis to Interzone»  | —                        | —                        | —                        | —                        | —                        | Myths of the Near Future |
| 2006 | «Magick»                 | 29                       | —                        | —                        | —                        | —                        | Myths of the Near Future |
| 2007 | «Golden Skans»           | 7                        | —                        | 11                       | 17                       | 29                       | Myths of the Near Future |
| 2007 | «Gravity's Rainbow»      | 35                       | —                        | —                        | —                        | —                        | Myths of the Near Future |
| 2007 | «It's Not Over Yet»      | 13                       | —                        | 12                       | —                        | —                        | Myths of the Near Future |
| 2007 | «As Above, So Below»     | —                        | —                        | —                        | —                        | —                        | Myths of the Near Future |
| 2010 | «Echoes»                 | 55                       | 95                       | 72                       | 70                       | —                        | Surfing the Void         |
| 2010 | «Twin Flames»            | —                        | —                        | —                        | —                        | —                        | Surfing the Void         |
| 2014 | «There Is No Other Time» | 42                       | —                        | 53                       | 83                       | —                        | Love Frequency           |

Sencillos sin álbum, fueron regrabados en Myths of the Near Future
- 2006 "Gravity's Rainbow" - Angular Recording Corporation (500 copias)
- 2006 "Atlantis to Interzone" - Merok Records (1000 copias)

## Premios
La banda ganó el premio NME a Mejor Banda Nueva en 2007.
Su primer álbum "Myths Of The Near Future" fue elegido el mejor disco Británico de 2007.

## Colaboraciones
- Colaboraron con Chemical Brothers en su álbum "We Are The Night" en el tema "All Rights Reversed".
- También colaboraron con dos canciones para PES 2010, "Gravity's Rainbow" y "Atlantis to Interzone"
- Además de la colaboración para Need For Speed ProStreet, "Atlantis to Interzone" y posteriormente en Need For Speed Hot Pursuit, "Echoes" y "Twin Flames".

## Trivia
- La portada de álbum mostrada en el videoclip de "Gravity's Rainbow" (durante la escena de los bebés) es un álbum de Frankie Valli y su banda The Four Seasons.
- Dominic Howard y Matthew Bellamy de la banda Muse son grandes fanes de Klaxons, de acuerdo a una entrevista en NME, y han ido a varios conciertos suyos. También le preguntaron recientemente a Jamie de Klaxons si querían telonearlos en sus dos conciertos en el estadio Wembley a lo que Jamie dijo "nah, no teloneamos a nadie". La banda, que después se arrepintió dejando al alcohol como factor en su negación a telonear, han dicho y confirmado que en realidad sí desean tocar con Muse. Matthew Bellamy ha reabierto su oferta a los Klaxons de telonearlos en los próximos conciertos en Wembley, cuando se dio cuenta de la confusión le dijo a NME: " ¿Dijo eso? Bueno, está bien, si todavía están dispuestos, ¡que se vengan!". Klaxons no han sido confirmados como teloneros; de hecho los días 16 y 17 de junio actuaron en el O2 Wireless Festival.
- Su video promocional para "Golden Skans" fue enormemente influenciado por el video de "Can You Feel It" de Jackson 5.
- Su canción "Gravity's Rainbow" aparece en el videojuego Tony Hawk's Project 8, así como en el juego de Xbox 360, Project Gotham Racing 3.
- La canción "Atlantis to Interzone" es parte de la banda sonora del videojuego Need for speed Pro Street y también de Pro Evolution Soccer 2010.
- Simon estudio Artes en la Nottingham Trent University, donde se graduó con honores.
- El dúo parisino Justice uso la canción "Atlantis To Interzone" en sus mezclas para su álbum en vivo "Across The Universe"
- Las canciones "Echoes" y "Twin Flames" del álbum "Surfing the Void" son parte de la banda sonora del videojuego Need for Speed: Hot Pursuit